# НЕСС Груп
НЕСС Груп (KNESS Group) — українська група компаній, яка розробляє технології та втілює проєкти відновлювальної та традиційної електроенергетики.
Група компаній є провідним оператором галузі відновлюваної енергетики в Україні та EPC-контрактором.
Штаб-квартира KNESS Group розташована у Вінниці.

## Історія
Компанія «Подільський Енергоконсалтинг» була заснована Іваном Векірчиком у 2009 році. Сфера діяльності — консалтингові послуги у сфері традиційної електроенергетики.
У 2011 році компанію очолив Сергій Шакалов. Було додано напрямок будівництва підстанцій і об'єктів розподільчих мереж. Перший реалізований проєкт — підстанція 110/10 заводу ROSHEN у Вінниці.
У 2012 році компанія реалізувала перші проєкти у галузі ВДЕ: фотоелектричну електростанцію (ФЕС) Пороги (4,5 МВт) та ФЕС Глибочок (1,37 МВт).
У 2015 році розпочав роботу завод з виробництва металоконструкцій та електротехнічного обладнання для відновлюваної енергетики і розподільчих мереж — ПЕК Енерго (з 2019 року — KNESS Product).
З 2015 року компанія ПЕК Сервіс (з 2018-uj — KNESS Service), починає займатися сервісним та експлуатаційним обслуговуванням об'єктів енергетики, зокрема, сонячних електростанцій.
З 2016 року компанія — генпідрядник (ЕРС-контрактор) у проєктах промислової сонячної електроенергетики.
У 2017 році починає роботу власний дослідницько-виробничий центр KNESS RnD Center, де відбуваються інженерно-конструкторські розробки та дослідження в галузі енергетики.
У 2018 році Європейський банк реконструкції та розвитку (ЄБРР) надав KNESS Group кредит 25,9 млн євро на будівництво трьох сонячних електростанцій: ФЕС Дашів, ФЕС Погребище та ФЕС Петрашівка, сумарною потужністю 33,9 МВт.
У 2018 році KNESS Group увійшла до ТОП-20 найбільш інноваційних компаній України за рейтингом видання «Ділова Столиця».
У 2019 році KNESS Group стала членом Американської торговельної палати та Європейської бізнес-асоціації. Почалася розробка та виробництво високотехнологічного обладнання для енергетики — інверторних станцій PVIS.
У лютому 2019 року відкривається перша черга заводу з виготовлення сонячних панелей — KNESS PV з інвестиціями у 5 млн євро.
У 2019 році засновано компанію KNESS Energy для постачання та продажу електричної енергії на ринках B2B, B2C та P2P, в тому числі електроенергії з відновлюваних джерел.
У 2019 році KNESS Group побудувала першу СЕС, основні комплектуючі якої на 100 % виготовлені в Україні — ФЕС «Залісся», 14 МВт.
У 2020 році KNESS Group розробила концепцію проєктів ефективного енергопостачання для промисловості та муніципалітетів та почала її впровадження.
У 2021 році компанія оголосила про модернізацію обладнання заводу.
KNESS Group є одним із засновників Асоціації сонячної енергетики України (АСЕУ) та членом Української вітроенергетичної асоціації.

## Сфери діяльності
KNESS Group проєктує та будує дахові ФЕС, зокрема у 2018 році була побудована найбільша на той час дахова ФЕС для фермерського господарства «Долинське» піковою потужністю 2,27 МВт. Плановий річний обсяг генерації — близько 2,745 млн кВт·год, що скорочує викиди CO2 в атмосферу на 2700 тонн/рік.
KNESS Group має диспетчерський центр, який працює на автоматизованій системі управління PV SCADA by KNESS RnD Center та дозволяє отримувати оперативну інформацію про стан обладнання та генерації в онлайн-режимі.
Завод KNESS PV виробляє сонячні панелі під брендом SNRG на базі монокристалів з використанням PERC технології. Номінальна потужність вироблених сонячних панелей на KNESS — 270—370 Вт. Розробку обладнання, встановленого на заводі, здійснено в Національному інституті Китаю. У 2019 році сонячні панелі SNRG отримали сертифікацію IEC.
Компанія забезпечує прогнози метеопараметрів з декількох джерел для кожної локації ФЕС (Meteo Soft), займається розробкою, експлуатацією та покращенням програмних засобів по збору та збереженню оперативних даних сервісного обслуговування ФЕС (Service Soft) тощо.
KNESS Group виготовляє інверторне обладнання, системи моніторингу генерації ФЕС, опорні металоконструкції монтажу PV-модулів, шафи збору потужностей та системи накопичення енергії (Energy Storage System). KNESS будує прототип першого промислового накопичувача енергії у Вінниці за власною технологією, розробленою KNESS RnD Center. Його потужність 1 МВт, ємність — 1 МВт·год.
Компанія проводить дослідження в галузі водневих технологій (зокрема будівництво першого в Україні дослідного майданчика з виробництва «зеленого» водню), створює балансуючі групи, розробляє програмно-апаратні комплекси керування ФЕС, енергетичні системи виробництв, інвертори нового покоління, збільшує ефективність та терміни служби фотоелектричних модулів.

## Соціальні проєкти
Компанією впроваджено власну програму зменшення карбонового впливу та забезпечення виробничої діяльності компанії на базі відновлюваної енергії.
У 2019 році компанія брала участь у створенні науково-популярного циклу фільмів «Світла Енергія» спільно з ГО Solar Abilities.
Під час пандемії Covid-19, група компаній KNESS передала Вінницькій міській клінічній лікарні № 1 апарат для штучної вентиляції легень та два апарати для неінвазивної кисневої терапії.